# Nima Sanandaji
Nima Sanandaji (Teheran, 30 giugno 1981) è un autore iraniano-svedese di origine curda.
È specializzato nella ricerca nelle scienze naturali e ha pubblicato più di venticinque libri su innovazione, imprenditorialità, opportunità di carriera femminile, storia delle imprese e futuro degli stati assistenziali nordici.
Sanandaji è il presidente del think tank European Centre for Entrepreneurship and Policy Reform. È stato ricercatore presso il Center for Policy Studies e il Center for the Study of Market Reform of Education, entrambi a Londra. È co-fondatore del think tank Captus, con sede a Stoccolma, che ha diretto come CEO per diversi anni fino al 2011. Ha condotto ricerche in biochimica, chimica fisica e tecnologia dei polimeri presso l'università di tecnologia Chalmers, presso l'Istituto reale di tecnologia (KTH) e l'università di Cambridge e ha conseguito due dottorati presso il Royal Institute of Technology di Stoccolma.
Il lavoro del Dr. Sanandaji è stato determinante per la formazione delle politiche in Svezia e a livello internazionale. Il suo lavoro sullo stato sociale nordico ha ispirato un capitolo del Rapporto economico del Presidente del 2019, pubblicato dalla Casa Bianca degli Stati Uniti.

## Biografia
Sanandaji è nato da genitori borghesi di etnia curda a Teheran. I suoi genitori vennero in Svezia dall'Iran nel 1989. Tracciando le proprie radici nel villaggio di Kilaneh, la famiglia Sanandaji, che dalla rivoluzione islamica del 1979 si è trasferita in Europa e negli Stati Uniti, è stata il principale proprietario di terre e fattorie nello stato del Kurdistan nel corso della sua storia moderna. Fino alla rivoluzione bianca durante il regno dello Shah, la famiglia Sanandaji influenzò pesantemente l'economia e la società della regione. È per questo motivo che portano il titolo di Khan e il nome Sanandaji. La famiglia Sanandaji si è vista confiscare le proprie ricchezze durante la Rivoluzione iraniana prima della nascita di Nima Sanandaji; che è stato quindi cresciuto a Stoccolma in condizioni di precarietà migratoria. Sanandaji ha condotto ricerche in biochimica strutturale all'università di Cambridge e ha una laurea in biotecnologia alla università di tecnologia Chalmers. Ha un dottorato di ricerca dell'Istituto reale di tecnologia (KTH) in ingegneria dei polimeri. Sanandaji è stato in precedenza presidente della Free Moderate Student League e dell'Associazione svedese-americana, entrambe con sede a Göteborg.

## Autore

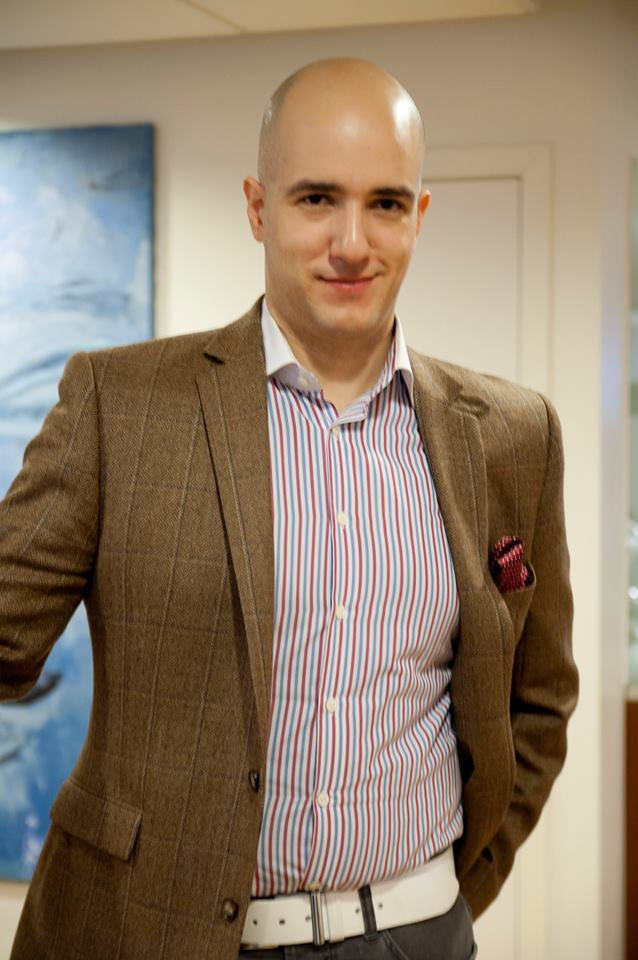
Nima Sanandaji

Sanandaji è stato uno degli autori del rapporto del think thank Timbro "Benvenuti in Svezia! Sulla parzialità politica nella letteratura SFI, lo svedese per gli immigrati" che ha criticato gli Swedish for immigrants di diffondere un messaggio politicizzato a favore dei socialdemocratici. Ha pubblicato più di venti libri, principalmente in svedese, su temi politici quali opportunità di carriera delle donne, integrazione, imprenditorialità e riforme per incoraggiare l'innovazione nella fornitura di servizi pubblici.
Il primo libro inglese di Sanandaji è Renaissance for Reforms, che è stato scritto con il professor Stefan Fölster. Il libro è stato pubblicato nel 2014 in collaborazione con il think tank svedese Timbro e il think tank Institute of Economic Affairs con sede nel Regno Unito. Analizzando le democrazie moderne dalla metà degli anni '90, gli autori mettono in dubbio l'idea che i governi riformisti vengano raramente rieletti. Essi dimostrano al contrario che i governi che introducono riforme di mercato hanno in realtà maggiori probabilità di essere rieletti. Il libro ha attirato l'attenzione dei media e delle riflessioni in numerosi paesi, tra cui Svezia, Austria, Norvegia, Regno Unito e Bulgaria.
Nel 2014 Nima Sanandaji ha pubblicato il libro SuperEntrepreneurs, co-autore con suo fratello Tino Sanandaji, un economista. Il libro esamina la vita delle oltre mille persone in tutto il mondo che hanno accumulato oltre un miliardo di dollari attraverso l'imprenditorialità ed esamina le condizioni che favoriscono l'imprenditorialità. Alla sua uscita, SuperEntrepreneurs ha guadagnato una grande attenzione internazionale. È stata la storia in prima pagina del The Daily Telegraph e riportata in modo indipendente anche dal The Times, e da NBC News. Una serie di media internazionali ha dato seguito a queste prime notizie.
NBC ha citato SuperEntrepreneurs affermando: "I risultati indicano che il sogno americano - l'idea che è possibile per le persone salire in cima attraverso lo sforzo, la fortuna e il genio - non è ancora morto. Gli imprenditori miliardari self-made hanno creato milioni di posti di lavoro, miliardi di dollari in ricchezza privata e probabilmente trilioni di dollari di valore per la società."
Richard Branson, l'imprenditore dietro Virgin Group, ha contestato il libro SuperEntrepreneurs per non aver enfatizzato la necessità del sostegno pubblico degli imprenditori. Branson ha scritto sul suo blog: "Sono un grande sostenitore del potere dell'imprenditoria come motore chiave della crescita economica, della creazione di posti di lavoro e dell'innovazione. Tuttavia, se vogliamo imprenditori di maggior successo, devono essere supportati da strutture di supporto creativo e di pensiero a lungo termine".
Ha anche scritto contributi per le antologie Self-Control or State Control? You Decide del dottor Tom G. Palmer e A U-Turn on the Road to Serfdom di Grover G. Nordquist.

## Scandinavian Unexceptionalism
Nel suo libro Scandinavian Unexceptionalism, Sanandaji promuove l'idea che norme uniche e liberi mercati possono spiegare il successo economico e sociale della Scandinavia piuttosto che i grandi stati assistenziali. Nel giugno 2015 il libro è stato pubblicato dal think tank britannico Institute of Economic Affairs ed è stato anche pubblicato a Stoccolma in collaborazione con il think tank Timbro. La prefazione è scritta dall'autore libertario americano Tom G. Palmer.
Nel libro, Sanandaji sostiene che in particolare la sinistra ha elogiato a lungo i paesi scandinavi per i loro alti livelli di previdenza sociale e risultati ammirevoli per la società. Sebbene sia vero che i paesi scandinavi hanno successo, l'autore sostiene che questo successo precede lo stato sociale. Secondo Sanandaji, gli scandinavi hanno avuto successo combinando una cultura con una forte enfasi sulla responsabilità individuale con la libertà economica. Questo può anche spiegare perché gli americani scandinavi, che vivono al di fuori degli stati assistenziali nordici, hanno bassi livelli di povertà e alti livelli di prosperità.
Il libro è stato citato in più di cento pubblicazioni internazionali, tra cui il The Wall Street Journal, The Daily Telegraph, ABC, Financial Post, The New York Post, la pubblicazione taiwanese Tech Finance News, Chicago Tribune e Forbes. Il The Economist ha anche citato i risultati del libro secondo cui i nordamericani sono considerevolmente più prosperi dei loro cugini nei nordici.
Il Scandinavian Unexceptionalism è stato tradotta in polacco, con il titolo di Mit Skandynawii. La traduzione spagnola è stata pubblicata nell'America meridionale e centrale e in Spagna, con una prefazione di Mauricio Rojas, professore associato di storia economica presso l'università di Lund in Svezia e collega senior presso il think tank cileno FPP. La versione spagnola, intitolata El poco excepcional modelo escandinavo, può essere scaricata gratuitamente online. Parti del libro e versioni precedenti sono state tradotte in persiano, tedesco, francese e coreano.

## The Nordic Gender Equality Paradox
The Nordic Gender Equality Paradox è un libro di Sanandaji che sostiene che le nazioni nordiche, che sono spesso classificate come le più uguali tra i sessi al mondo, hanno politiche che impediscono alle donne di raggiungere la vetta del successo. Nel febbraio 2016 il libro è stato pubblicato dal think thank Timbro. La prefazione è scritta dal presidente di Timbro, Karin Svanborg-Sjövall, ed è stato ampiamente citato dai media internazionali.
Robert M. Sauer ha citato il libro sul The Jerusalem Times usandolo come argomento per il motivo per cui Israele non dovrebbe copiare le politiche di welfare nordiche per raggiungere l'uguaglianza di genere. Steve Austin ha anche intervistato Sanandaji per la ABC Radio Brisbane in Australia. Nel The Washington Examiner, Michael Barone ha collegato il libro al piano del dell'allora candidato presidente Hillary Clinton per pareggiare gli stipendi tra uomini e donne.
Andrea Mrozek ha anche scritto dei risultati del libro sul canadese Financial Post come argomento contro le quote di genere. L'economista americano Tyler Cowen ha criticato il libro per non avere abbastanza "trattamento econometrico formale" e ha dichiarato di non considerarlo "l'ultima parola [sull'argomento]". Cowen ha però anche affermato che il libro è stato interessante, in quanto ha rivisto molti degli stereotipi dell'egualitarismo di genere nordico.  Il libro è stato citato anche dai media di altri paesi, tra cui Russia, Polonia, Norvegia, Estonia e Colombia.

## Debunking Utopia
Nell'estate del 2016 WND Books, un editore conservatore americano e agenzia di stampa, ha pubblicato Debunking Utopia - Exposing the Myth of Nordic Socialism. In questo libro, Sanandaji parla più approfonditamente degli stessi temi visti nel Scandinavian Unexceptionalism. Parti dei due libri sono molto simili o addirittura identiche. Il Debunking Utopia è più lungo, scritto in una lingua più facile da leggere rispetto al linguaggio accademico del Scandinavian Unexceptionalism e collega l'argomento alla campagna di Bernie Sanders per la nomination democratica che all'epoca era in corso. Un'argomentazione chiave contenuta nel libro è che già nel 1960, prima del passaggio a tasse elevate e a un grande stato assistenziale, i paesi nordici erano molto più avanzati degli Stati Uniti e di altri paesi moderni in termini di misure previdenziali come la lunga durata della vita e la bassa mortalità infantile. Il Debunking Utopia afferma che nel 1960 i danesi vivevano in media 2,4 anni in più rispetto agli americani, in un momento in cui la Danimarca aveva un'aliquota fiscale inferiore rispetto agli Stati Uniti. Gli ultimi dati del 2013, quando la Danimarca aveva l'aliquota fiscale più alta del mondo, mostrano invece che la differenza si era ridotta a 1,5 anni. Questa tendenza vale anche per la Svezia e la Norvegia.
L'introduzione a Debunking Utopia afferma che il libro è stato scritto per affrontare la crescente popolarità della socialdemocrazia in stile nordico negli Stati Uniti e altrove. Sanandaji è stato invitato a scrivere del libro in Foreign Affairs and National Review. Poco dopo la sua uscita, Debunking Utopia è stato promosso da molti talk show di centro-destra e pro-mercato, think tank e media. James Pethokoukis presso il think tank conservatore con sede a Washington, American Enterprise Institute, ha promosso il libro scrivendo: "Quando si tratta di socialismo democratico, sentite che i bernesi democratici sono bloccati nel passato". Dan Mitchell del think tank libertario Cato Institute, anch'egli con sede a Washington, ha scritto anche del libro e la Cato Institute ha invitato Nima Sanandaji a registrare un podcast sul perché gli Stati Uniti non dovrebbero adottare la socialdemocrazia in stile nordico. Lo scrittore americano Joel Kotkin ha scritto un articolo opinionistico originariamente pubblicato sull'Orange County Register e sindacato da altre pubblicazioni con il titolo "Che cosa è successo al mio partito?". Kotkin criticato di sinistra democratici che idealizzano in stile nordico socialdemocrazia.
Altri conservatori e libertari che hanno fatto riferimento al libro negli Stati Uniti sono Kevin D. Williamson nella National Review, John Larabell in The New American della John Birch Society, Alice B. Lloyd in The Weekly Standard. Gene Epstein ha dato al libro una recensione positiva su Barron's. L'economista americano Tyler Cowen ha scritto una colonna sul libro, lodandolo e criticandolo per aver sopravvalutato il suo caso, che è apparso in numerosi punti vendita tra cui Bloomberg, Las Vegas Review-Journal e Chicago Tribune. Il Financial Times ha citato le cifre di Tyler Cowen, collegandole erroneamente e non a Sanandaji. Il Debunking Utopia si è diffuso principalmente attraverso vari think thanks orientati al mercato e pagine di opinione in vari media del centro e sud america, europei e asiatici. Ciò include il North Korea Times, che ha tradotto la recensione di Tyler Cowens su Debunking Utopia dalla copia sindacata pubblicata sul The Japan Times.
Il principale quotidiano norvegese Dagbladet ha invitato sia Sanandaji che i suoi critici a dare il loro punto di vista. Einar Lier, professore di storia economica; e Thori Lind, un ricercatore di economia sociale, ha criticato il libro, scrivendo che la maggior parte dei ricercatori già sanno che la prosperità nordica ha preceduto lo stato sociale. I due autori criticano anche il confronto che Sanandaji fa, dimostrando che la differenza di durata di vita tra Norvegia e Stati Uniti era più ampia nel 1960 prima del passaggio a un grande stato assistenziale in Norvegia che dopo che questa trasformazione era avvenuta. Secondo Lier e Lind, questo confronto non è rilevante poiché l'aumento dell'aspettativa di vita negli Stati Uniti si spiega con il recupero degli afro-americani.
In Danimarca il canale televisivo DR2, parte della società di radiodiffusione pubblica danese, ha organizzato un dibattito sul Debunking Utopia. Sigge Winther Nielsen, conduttore del dibattito Deadline, ha incoraggiato Ole Birk Olesen, membro del partito liberale/libertario Alleanza Liberale e precedentemente ministro delle finanze, delle tasse e degli affari comunali di Danimarca, a discutere il libro con Kasper Fogh, capo degli affari politici e comunicazione presso il think tank di sinistra del centro CEVEA. Sigge Winther Nielsen ha sostenuto che le prospettive del Debunking Utopia erano rilevanti per la Danimarca, che dovrebbe usare questa intuizione per incoraggiare la responsabilità individuale e allontanarsi dallo stato assistenziale; mentre Kasper Fogh sosteneva che la prosperità della Danimarca era legata a un grande stato sociale. In Svezia, Per Gudmundson, scrittore editoriale di centrodestra del quotidiano Svenska Dagbladet, analogamente a Kasper Foght, si è pronunciato positivamente nei confronti del libro Debunking Utopia. Uno dei due editoriali scritti da Gudmundson sul libro era intitolato "Era da tanto tempo che non mi rinfrescavo così tanto!".
A dicembre 2017, Debunking Utopia è stato oggetto di 400 articoli da tutto il mondo e persino un giornale della Corea del Nord ha citato il libro.

## Critiche
Sanandaji ha ricevuto critiche dalla rivista online socialista/marxista Jacobin per la sua affermazione che la cultura scandinava e la fiducia elevata rappresentano la prosperità nordica piuttosto che la spesa per il benessere e le tasse elevate, che Sanandaji corrobora confrontando il PIL pro capite dei cittadini nordici con i cittadini nordici americani. La rivista Jacobin ha affermato in un articolo del 2016 che Sanandaji non ha spiegato adeguatamente perché l'uso della razza e dell'etnia sia una misura più accurata per confrontare la mobilità sociale relativa rispetto alla classe sociale.
Ingvild Reymert, un politico del Partito Socialista di Sinistra, ha criticato il libro Debunking Utopia di Sanandaji. Contrariamente all'argomentazione di Sanandaji, Reymert sostiene che le politiche di ridistribuzione del reddito e delle tasse nordiche rappresentavano la principale spiegazione per l'elevato livello di uguaglianza del reddito in questi paesi.